# Robert Gerwin
Robert Gerwin (* 1922 in Dortmund; † 14. April 2004 in Ebersberg) war ein deutscher Wissenschafts- und Technikjournalist.

## Leben
Gerwin studierte Physik an der Universität Stuttgart und begann schon während des Studiums für die Stuttgarter Zeitung und den Süddeutschen Rundfunk zu arbeiten. Nach dem Abschluss des Studiums wurde er Mitarbeiter der Stuttgarter Zeitung, der Zeitschrift Hobby und schließlich der Münchener Zeitung für kommunale Wirtschaft. Seit 1948 war er Mitglied der katholischen Studentenverbindung AV Alania Stuttgart.
Im Jahr 1971 wechselte Gerwin zur Max-Planck-Gesellschaft (MPG) nach München, wurde dort Pressereferent und baute das entsprechende Referat für Presse- und Öffentlichkeitsarbeit auf. Er gründete die Zeitschrift der MPG, "MPG-Spiegel", die später in MaxPlanckForschung umbenannt wurde. 1987 wurde er pensioniert. Neben seiner Tätigkeit für die MPG war er zudem freiberuflich tätig: Von 1973 bis 1990 war er etwa Pressesprecher der Gesellschaft deutscher Naturforscher und Ärzte (GDNÄ). Seit 1981 redigierte er für das israelische Weizmann-Institut in Rechovot die deutschsprachige Zeitschrift "Modell". Sein publizistisches Gesamtwerk umfasst rund 2500 Artikel, Aufsätze und Bücher.
Gerwin war seit 1953 Mitglied der Technisch-Literarischen Gesellschaft TELI, deren Vorsitzender er von 1963 bis 1970 war. Seit 1996 war er Ehrenmitglied der TELI. Gerwin war in den 1960er und 1970er Jahren ein entschiedener Befürworter des Ausbaus der Atomenergie, über die er mehrere Bücher schrieb; Joachim Radkau bezeichnete ihn als einen „führenden Journalisten auf dem Gebiet der Kerntechnologie“, der Journalist Manfred Kriener nannte ihn in der ZEIT einen "strammen Verfechter der Atomkraft".
Gerwin lebte viele Jahre in Ebersberg, wo er auch beerdigt ist.

## Auszeichnungen
- 1997 Verdienstkreuz am Bande des Verdienstordens der Bundesrepublik Deutschland
- 1988 Medaille für naturwissenschaftliche Publizistik der Deutschen Physikalischen Gesellschaft (DPG)
- 1976 Siegfried-Hartmann-Medaille in Silber der TELI

## Veröffentlichungen (Auswahl)
- (Hrsg.): Die Medien zwischen Wissenschaft und Öffentlichkeit : ein Symposium der Karl-Heinz-Beckurts-Stiftung, Stuttgart: Hirzel und Wissenschaftliche Verlags-Gesellschaft 1992, ISBN 978-3-8047-1224-9.
- (Hrsg.): Wie die Zukunft Wurzeln schlug : aus der Forschung der Bundesrepublik Deutschland, Springer-Verlag, Berlin ; Heidelberg ; New York etc. 1989, ISBN 3-540-51346-9.
- (Hrsg.): Die Medien zwischen Wissenschaft und Öffentlichkeit : ein Symposium der Karl-Heinz-Beckurts-Stiftung (Mit Beiträgen von Hans-Peter Dürr), Hirzel-Verlag und Wissenschaftliche Verlags-Gesellschaft, Stuttgart 1992, ISBN 3-8047-1224-X.
- (Hrsg.): Energieversorgung nach der Planwirtschaft – Entwicklungen im ehemaligen Ostblock (Mit Beiträgen von Norbert Walter), Hirzel-Verlag und Wissenschaftliche Verlags-Gesellschaft, Stuttgart 1993 (Edition Universitas), ISBN 3-8047-1292-4.
- Im Windschatten der 68er ein Stück Demokratisierung : Die Satzungsreform von 1972 und das Harnack-Prinzip, in: Bernhard vom Brocke, Hubert Laitko: Die Kaiser-Wilhelm / Max-Planck-Gesellschaft und ihre Institute, Berlin: de Gruyter 1996
- Die Weltenergieperspektive : Analyse bis zum Jahr 2030 nach dem IIASA-Forschungsbericht, vorgelegt von der Max-Planck-Gesellschaft, Goldmann, München 1982, Goldmann Taschenbuch 11323 (vorherige Ausgabe DVA, Stuttgart), ISBN 3-442-11323-7.
- So ist das mit der Kernenergie – von der Kernspaltung zum Strom, überarbeitete Neuauflage, Düsseldorf, Wien : Econ-Verlag 1978, ISBN 3-430-13203-7.
- So ist das mit der Entsorgung : was aus den verbrauchten Brennelementen der Kernkraftwerke wird, Düsseldorf, Wien : Econ-Verlag  1978, ISBN 3-430-13204-5.
- Kernkraft heute und morgen : Kernforschung und Kerntechnik als Chance unserer Zeit, Stuttgart : Deutsche Verlagsanst 1971, (Buch der öffentlichen Wissenschaft : Bild der Wissenschaft), ISBN 3-421-02262-3.
- Neuland Ozean : Die wissenschaftliche Erforschung und die technische Nutzung der Weltmeere, München : Ehrenwirth  1964
- Atoms in Germany : a report on the state and development of nuclear research and nuclear technology in the Federal Republic of Germany : Issued in cooperation with the Bundesminister für Wissenschaftliche Forschung, Düsseldorf, Wien : Econ-Verlag: Düsseldorf, Wien 1964
- So rechnen Elektronen : Eine technische Beschreibung moderner Informations-Maschinen, München : Reich-Verlag 1961 (Reihe: Erforschte Welt), 4., völlig überarb. und auf den neuesten Stand gebrachte Auflage 1967.